# Obchodní dům U Sedláků
Obchodní dům U Sedláků je funkcionalistický dům v Praze na Starém Městě na nároží Havířské a Provaznické ulice.
Stavba byla realizována v letech 1929 až 1932 podle projektu Adolfa Foehra firmou V. Nekvasil. Investory byli J.H. a Ludvík Brandeisovi.